# Berlin-Müggelheim
Berlin-Müggelheim [ˈmyɡəlhaɪ̯m]  est un quartier à Berlin situé depuis 2001 dans l'arrondissement de Treptow-Köpenick.
Le quartier a été incorporé à Berlin le 1er octobre 1920. Entre 1920 et 2001, il faisait partie du district de Köpenick.

## Population
Le quartier comptait 6 867 habitants le 1er janvier 2020 selon le registre des déclarations domiciliaires, c'est-à-dire 296 hab./km2.